# پاسگاه جنت‌آباد
پاسگاه جنت‌آباد؛ نام پاسگاهی تاریخی مربوط به دورهٔ پهلوی اول است و در شهرستان صالح‌آباد، ضلع شمال‌غربی روستای جنت‌آباد واقع شده و این اثر در تاریخ ۲۴ اسفند ۱۳۸۴ با شمارهٔ ثبت ۱۵۲۵۱ به‌عنوان یکی از آثار ملی ایران به ثبت رسیده‌است.